# 黒虎
『黒虎』（くろとら）は、鈴木快の漫画作品。太平の世に突如空に現れた黒船によって徳川幕府は滅亡した。失われた平和を取り戻すべく『徳川十二支神将』の一つ、黒縞家の虎鉄は打倒黒船の旅に出る！

## 書誌情報
- 『黒虎 1』秋田書店、2014年　(ISBN 978-4-253-21838-2)
- 『黒虎 2』秋田書店、2015年　(ISBN 978-4-253-21839-9 )
- 『黒虎 3』秋田書店、2015年　(ISBN 978-4-253-21840-5)
- 『黒虎 4』秋田書店、2015年　(ISBN 978-4-253-21841-2 )
- 『黒虎 5』秋田書店、2015年　(ISBN 978-4-253-21842-9)